# Condado de Edesa

Condado de Edesa, 1135

El condado de Edesa fue uno de los principados estados cruzados del siglo XII, centrado en torno a la ciudad de Edesa, la cual contaba con una larga historia desde la Antigüedad, además de una extensa tradición cristiana. El condado de Edesa era diferente del resto de los principados cruzados, pues estaba tierra adentro, rodeado de territorio musulmán, alejado de los demás principados y no mantenía buenas relaciones con su vecino más próximo, el principado de Antioquía; además, la mitad del condado, incluida su capital, se encontraba al este del río Éufrates y por tanto en una posición muy oriental con respecto a los demás territorios de los cruzados. Su parte occidental, al oeste del Éufrates, se regía desde la fortaleza de Turbessel.

## Fundación
En 1098, Balduino de Boulogne se separó del cuerpo de ejército cruzado principal, que se dirigía al sur hacia Antioquía y Jerusalén, y viajó hacia el este en dirección a Edesa, cruzando Cilicia. Una vez allí, convenció al señor de la ciudad, Thoros, de que lo adoptase como hijo y heredero. Thoros era greco-ortodoxo, y como tal no era del agrado de sus súbditos ortodoxos-armenios, pronto murió asesinado, no se sabe si Balduino tuvo algo que ver en su muerte. En cualquier caso, Balduino pasó a ser el nuevo señor, tomando el título de conde (había sido conde de Verdún como vasallo de su hermano en Europa). 
En 1100, Balduino se convirtió en Rey de Jerusalén, cuando su hermano Godofredo de Bouillón murió. El condado de Edesa pasó entonces a su primo Balduino de Bourg, al que se le unió Joscelino de Courtenay, como señor de la fortaleza de Turbessel sobre el Éufrates, una importante defensa frente a los turcos selyúcidas. 
Los señores francos mantuvieron buenas relaciones con sus súbditos armenios y hubo varios matrimonios mixtos: los tres primeros condes se casaron con damas armenias. La primera mujer del conde Balduino había muerto en Maraş en 1097 y, al heredar el condado, Balduino se casó con Arda, nieta del soberano rupénida Constantino I de Armenia. Balduino de Bourcq se casó con Morfia, hija de Gabriel de Melitene, y Joscelino de Courtenay con una hija de Constantino.

## Conflictos con los vecinos musulmanes
Balduino II se vio pronto envuelto en los asuntos del norte de Siria y de Asia Menor. Ayudó en el rescate de Bohemundo I de Antioquía de manos de los Danisméndidas en 1103 y, junto con los antioquenos, atacó al Imperio bizantino en Cilicia en 1104. En 1104, Edesa sufrió el ataque de Mosul, y tanto Balduino como Joscelino fueron apresados tras su derrota en la batalla de Harran. Tancredo, el hermano de Bohemundo, fue entonces el regente de Edesa (aunque en realidad fue Ricardo de Salerno quien gobernó el territorio), hasta su rescate en 1108. Pero Balduino hubo de luchar para recuperar la ciudad y derrotar a Tancredo, para lo cual tuvo que aliarse con algunos poderes locales musulmanes.
En 1110, se perdió todo el territorio al este del Éufrates, conquistado por Mawdud de Mosul; aunque este no atacó a la propia ciudad de Edesa.
Balduino II se convirtió en rey de Jerusalén (también como Balduino II) a la muerte de Balduino I en 1118. Aunque Eustaquio de Boulogne tenía mejor derecho como hermano de Balduino, se encontraba en Francia y no deseaba dicho título. Edesa fue entonces concedida a Joscelino en 1119. Joscelino volvió a ser apresado en 1122, y cuando Balduino intentó rescatarle, también este fue capturado, y Jerusalén quedó sin rey. Pero Joscelino logró escapar en 1123 y consiguió la liberación de Balduino al año siguiente.

## Caída del condado
Joscelino I murió en una batalla en 1131 y fue sucedido por su hijo Joscelino II. En esta época, Zengi había unido Alepo y Mosul y comenzó a amenazar Edesa. Pero Joscelino II se preocupó muy poco por la seguridad de su condado, mientras disputaba con los condes de Trípoli, que luego se negarían a acudir en su ayuda. Zengi asedió Edesa en 1144, tomándola el 24 de diciembre del mismo año. Joscelino II siguió gobernando las tierras al oeste del río Éufrates, y logró aprovecharse de la muerte de Zengi en septiembre de 1146 para recuperar brevemente su antigua capital. En 1150 fue apresado y estuvo en cautividad en Alepo hasta su muerte en 1159. Su mujer vendió la fortaleza de Turbessel y lo que quedaba del condado al emperador bizantino Manuel I Comneno, pero fue conquistado por Nur al-Din y el sultán de Rüm en menos de un año. Edesa había sido el primer principado cruzado en ser creado, y también el primero en perderse.

## Población y demografía
Edesa fue el principado cruzado más extenso, pero era uno de los menos poblados. La ciudad contaba con unos 10 000 habitantes, pero el resto del condado apenas era otra cosa que una sucesión de fortalezas en un área casi desértica. El territorio se extendía desde Antioquía al oeste hasta más allá del Éufrates por el este, al menos en su época de mayor extensión; también llegó a ocupar algunos territorios hacia el norte, hasta el límite con Armenia mayor. Hacia el sur y el este se encontraban las poderosas ciudades musulmanas de Alepo y Mosul. Sus habitantes eran mayoritariamente sirios, cristianos sirio-jacobitas y ortodoxos armenios, con algunos griegos ortodoxos y musulmanes. Aunque el número de latinos siempre fue pequeño, había un patriarca católico.

## Vasallos de Edesa

### Señorío de Turbessel
Turbessel fue en un principio el señorío de Joscelino I antes de que fuese conde de Edesa. Se extendía por la zona al oeste del Éufrates, y era fronterizo con Antioquía. Lo mantuvieron como posesión vinculada los Courtenay cuando ya eran conde de Edesa, y volvió a ser su capital tras la pérdida de la ciudad de Edesa. Se vendió, junto con los restos del condado, a los bizantinos, justo antes de su conquista por los musulmanes. Tras la venta, la esposa y el resto de la familia de Joscelino II se trasladaron al reino de Jerusalén, cerca de Acre.

## Condes de Edesa
- 1095-1098: Thoros, armenio, gobernador de Edesa
- 1098-1100: Balduino I de Boulogne, adoptado por el anterior, se convirtió en rey de Jerusalén en 1100
- 1100-1118: Balduino II de Bourcq, primo del anterior, se convirtió en rey de Jerusalén en 1118

1104-1108: regencia de Ricardo de Salerno
1118-1119: Galéran du Puiset, señor de de Bira, primo de Balduino II, gobernador de Edesa
- 1119-1131: Joscelino I de Courtenay
- 1131-1149: Joscelino II de Courtenay, hijo del anterior

### Condes titulares de Edesa
- 1149-1159: Joscelino II de Courtenay
- 1159-1200: Joscelino III de Courtenay, hijo del anterior